# SPEF1
SPEF1 (англ. Sperm flagellar 1) – білок, який кодується однойменним геном, розташованим у людей на короткому плечі 20-ї хромосоми. Довжина поліпептидного ланцюга білка становить 236 амінокислот, а молекулярна маса — 26 987.
| 10         |  | 20         |  | 30         |  | 40         |  | 50         |
| ---------- |  | ---------- |  | ---------- |  | ---------- |  | ---------- |
| MASSVDEEAL |  | HQLYLWVDNI |  | PLSRPKRNLS |  | RDFSDGVLVA |  | EVIKFYFPKM |
| VEMHNYVPAN |  | SLQQKLSNWG |  | HLNRKVLKRL |  | NFSVPDDVMR |  | KIAQCAPGVV |
| ELVLIPLRQR |  | LEERQRRRKQ |  | GAGSLQELAP |  | QDGSGYMDVG |  | VSQKARGEGV |
| PDPQGGGQLS |  | WDRPPAPRPP |  | AYNRALQGDP |  | SFVLQIAEKE |  | QELLASQETV |
| QVLQMKVRRL |  | EHLLQLKNVR |  | IEDLSRRLQQ |  | AERKQR     |  |            |

A: Аланін

C: Цистеїн

D: Аспарагінова кислота

E: Глутамінова кислота

F: Фенілаланін

G: Гліцин

H: Гістидин

I: Ізолейцин

K: Лізин

L: Лейцин

M: Метіонін

N: Аспарагін

P: Пролін

Q: Глутамін

R: Аргінін

S: Серин

T: Треонін

V: Валін

W: Триптофан

Задіяний у такому біологічному процесі, як альтернативний сплайсинг. 
Локалізований у цитоплазмі, цитоскелеті, клітинних відростках, війках.